# Dolors Sendra Bordes
Dolors Sendra Bordes   (Pego, 17 d'abril de 1927 - Pego, 15 de gener de 2019) va ser una compositora i musicòloga valenciana. Va destacar-se en la recerca sobre la música tradicional valenciana en la dècada del 50 i 60 juntament amb Manuel Palau i Boix o María Teresa Oller Benlloch.

## Formació
Va estudiar fins a 1947 al Conservatori de València, aleshores anomenat Conservatori de Música i Declamació de València, on cursà la carrera de piano i composició, en la qual obtingué el primer premi fi de carrera en la seua modalitat.

## Carrera musical
El 1949 va compondre per a cor i banda l'Himne del municipi, que estrenà la Banda Municipal de Pego dirigida per ella mateixa, convertint-se d'aquesta manera en una de les primeres dones a dirigir una banda de música.
El 1950 va estrenar la seua primera composició, Balada de Utiel, per a cor, orquestra i solistes. També va compondre En la abadía i el lied La garza malherida, per a soprano i orquestra. El 1951, amb la Tocata per a piano, obtingué el primer Premi en el Concurs de Composicions Musicals Inèdites. El mateix any es va estrenar com a pianista en el Concert Dramàtic, de Manuel Palau, junt amb l'Orquestra Municipal de València.
El 1955 va decidir marxar a Nova York, però passà prèviament per Caracas (Veneçuela), on es quedà a viure i treballar com a docent i compositora fins al 1972, durant uns anys en què va compondre gran part de la seua obra.
En la dècada dels vuitanta, de nou a Pego, fou professora de solfeig i piano, i la primera directora del Conservatori Municipal de Xàbia –aleshores l’Institut de Música. Alhora es dedicà a la divulgació radiofònica, presentant el programa “Policromies Sonores”.

## Recerca
Investigà en la música popular valenciana i els seus treballs sobre les cançons i danses de la comarca de Pego s'han publicat en els Cuadernos de Música Folklórica Valenciana de la Institució Alfons el Magnànim. El 2016 el Centre d'Estudis de Repoblació Mallorquina (CERM) li va retre un homenatge per la seua contribució a l'estudi i la recopilació del folklore tarbener i el 2017 va ser distingida com a Insigne de l'Acadèmia de la Música Valenciana.